# The Lighthouse Keeper (singolo)
The Lighthouse Keeper è un singolo del cantante britannico Sam Smith, pubblicato il 20 novembre 2020.

## Descrizione
È stato annunciato il 17 novembre 2020 con un post su Facebook..

## Tracce
1. The Lighthouse Keeper